# Преодолей прошлое
«Преодолей прошлое» (исп. Vencer el pasado) — мексиканская теленовелла 2021 года производства продюсера Рози Окампо для телекомпании «Televisa». Это третья постановка франшизы «Vencer». В главных ролях: Анжелика Бойер, Себастьян Рульи, Эрика Буэнфил, Африка Завала, Мануэль «Флако» Ибаньес, Летисия Пердигон, Фердинандо Валенсия и Орасио Панчери. Премьера состоялась 12 июля и завершилась 5 ноября 2021 года на канале «Las Estrellas».

## Сюжет
Сериал рассказывает о четырёх женщинах, которые пытаются преодолеть несчастья. Понимая, что то, что публикуется в социальных сетях, никогда не стирается, они должны найти решение, чтобы жить настоящим и сосредоточиться на позитивном будущем, если они хотят преодолеть прошлые препятствия.

## В ролях

### Основной состав
- Анжелика Бойер — Рената Санчес Видаль / Алондра Маскаро Мартинес
- Себастьян Рульи — Дарио Валенсия
- Эрика Буэнфил — Кармен Медина де Крус
- Африка Завала — Фабиола Маскаро Зерменьо
- Мануэль «Флако» Ибаньес — Камило Санчес
- Летисия Пердигон — Видаль де Санчес
- Фердинандо Валенсия — Хавьер Маскаро Зерменьо
- Орасио Панчери — Алонсо Канчино

### Вспомогательный состав
- Диего Оливера — Лусио Тиноко
- Отто Сирго — Эусебио Валенсия
- Валентина Баззурро — Джемма Корона Альбарран
- Джейд Фрейзер — Кристина Дюран Брачо
- Арантса Руис — Марилус Бланко Мартинес
- Габриэла Риверо — Бренда Зерменьо де Маскаро
- Майя Рикоте — молодая Бренда
- Роберто Бландон — Эриберто Крус Нуньес
- Синтия Алеско — Ана Солис
- Арена Ибарра — Наталья Райтелли
- Луис Куриэль — Родриго Валенсия
- Мигель Мартинес — Эрик Санчес Видаль
- Себастьян Поса — Улисес Крус Медина
- Иван Бронштейн — Исидро Рока Бенавидес
- Альберто Ломниц — Артуро Альварес
- Эудженио Монтессоро — Норберто Корреа
- Ана Паула Мартинес — Данна Крус Медина
- Андре де Рехиль — Оливер Крус Медина
- Андре Реал — Хуан Пабло «Хуанпа» Тиноко
- Камила Нуньес — Венди Тиноко
- Мария Перрони — Рита Лосано
- Леонардо Даниэль — Лисандро Маскаро
- Патрисио де Родас — юноша Лисандро
- Фернанда Борчес — Присила
- Арселия Рамирес — Инес Брачо